# Sepia kiensis
Sepia kiensis är en bläckfiskart som beskrevs av William Evans Hoyle 1885. Sepia kiensis ingår i släktet Sepia och familjen Sepiidae. IUCN kategoriserar arten globalt som otillräckligt studerad. Inga underarter finns listade i Catalogue of Life.